# USS LST-897
O USS LST-897 foi um navio de guerra norte-americano da classe LST que operou durante a Segunda Guerra Mundial.